# Франкарвил
Франкарвил (фр. Francarville) насеље је и општина у јужној Француској у региону Миди Пирене, у департману Горња Гарона која припада префектури Тулуз.
По подацима из 2011. године у општини је живело 179 становника, а густина насељености је износила 25,57 становника/km². Општина се простире на површини од 7 km². Налази се на средњој надморској висини од 238 метара (максималној 256 m, а минималној 161 m).

## Демографија
| 1962. | 1968. | 1975. | 1982. | 1990. | 1999. | 2011. |
| ----- | ----- | ----- | ----- | ----- | ----- | ----- |
| 75    | 100   | 67    | 103   | 108   | 154   | 179   |

График промене броја становника у току последњих година